# コスワース
コスワース（Cosworth）は、1958年創業のイギリスのレーシングエンジンビルダーである。名前は創業者のマイク・コスティンとキース・ダックワースの両者の姓を組み合わせたもの。
コスワースはエンジンサプライヤーとしてフォーミュラ1（F1）で176勝を上げ、2024年時点で最多勝利数で3位にランクされている。現在は持株会社のコスワース・グループホールディングスの傘下で、他にコスワース・エレクトロニクスがある。

## 概要
当初はエンジンチューナーとして発足したが、間もなく独自のレース用エンジンの開発を手がけるようになった。
エンジンの多くはフォードによる資金援助を受け、フォードのバッジネームを付けられてレースに使用されていた。ただしフォード専属というわけではなく、過去にはロータス、シボレー、オペル、メルセデス・ベンツ、ロールス・ロイスなどとも共同でエンジンを開発したことがある。
代表作はフォードのバッジの下に開発・製造されたDFV。F1の1960年代末 - 1980年代初頭にわたっての単一エンジンによる通算154勝という数字は、F1史上に残る金字塔である。またDFVは同時代のCART/インディ500、ル・マン24時間、全日本F3000選手権でもプライベーターの心強い味方として流用され、多数の栄光を勝ち取った。
市販車でも、洋の東西を問わずコスワースがエンジンに関わったモデルが多数存在する。

### 経営
コスワースはその歴史において頻繁にオーナーが変わっている。1980年にはユナイテッド・エンジニアリング・インダストリーズ（UEI）がコスワースを買収するが、そのUEIも1988年にはカールトン・コミュニケーションズに買収される。1990年には英ヴィッカースがコスワースを買収するが、1998年にはそのヴィッカースからフォルクスワーゲン・グループが買収、一時コスワースはアウディ傘下に収められた。
これに慌てたのがコスワースとの関係が深いフォードだった。急遽フォルクスワーゲンとの間で交渉が持たれ、コスワースはコスワース・テクノロジーとコスワース・レーシングに分割された。コスワースのレーシング部門を「コスワース・レーシング」として独立させフォードが買収することとなり、それまで長期的に資金提供者として関与してバッジネームを購入してきたフォードはこの時初めてレース用のエンジンを扱う会社を自社の子会社にすることになり、ごく限られた時期に相当な規模の設備投資がなされた記録もあり、その開発結果はCR-1の好成績に現れる。またフォードは以前コスワースのエレクトロニクス部門だった、Piリサーチも買収した。
またアウディは、コスワース・テクノロジーと呼ばれるエンジニアリング、製造、鋳造部門は保有し、アウディやアストンマーティンへのエンジン供給を行っていたが、2004年12月にマーレに売却したと発表した。その後、コスワース・テクノロジーは2005年7月1日にマーレ・パワートレインに社名変更された。
2004年11月15日、フォードがジャガー・レーシングF1チームと共に、コスワース・レーシングを売却する方針を発表。コスワース・レーシングは、チャンプカー・ワールド・シリーズのオーナーでもある、ジェラルド・フォーサイスとケビン・カルコーベンに売却された。これを機にコスワース・レーシングは元のコスワースという名前に戻った。
また2004年12月、フォードはPiリサーチも同じく売却、後にコスワース・エレクトロニクスとなって、現在のコスワース・グループが設立された。

## F1での活躍

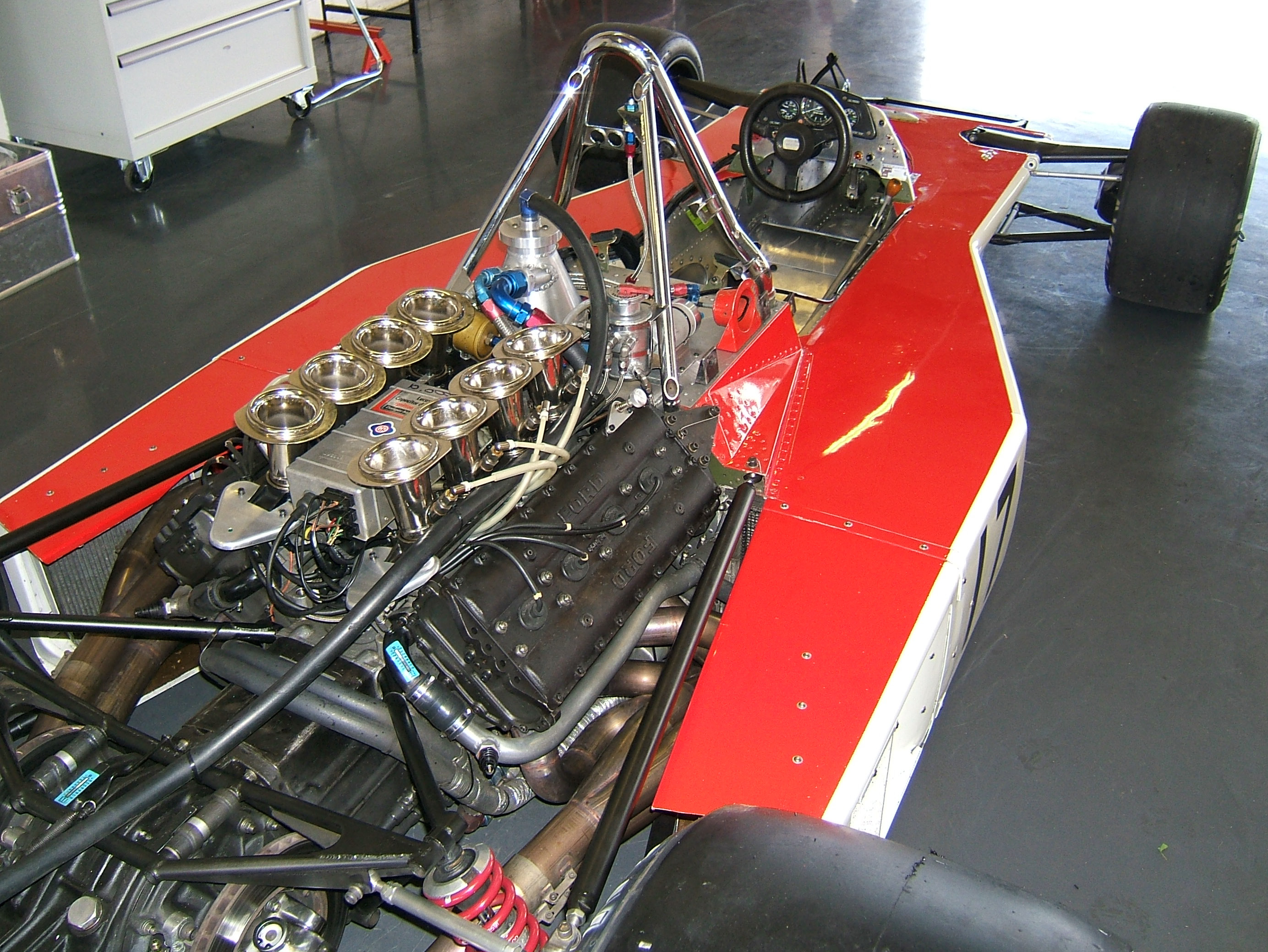
マクラーレン・M23のDFVエンジン

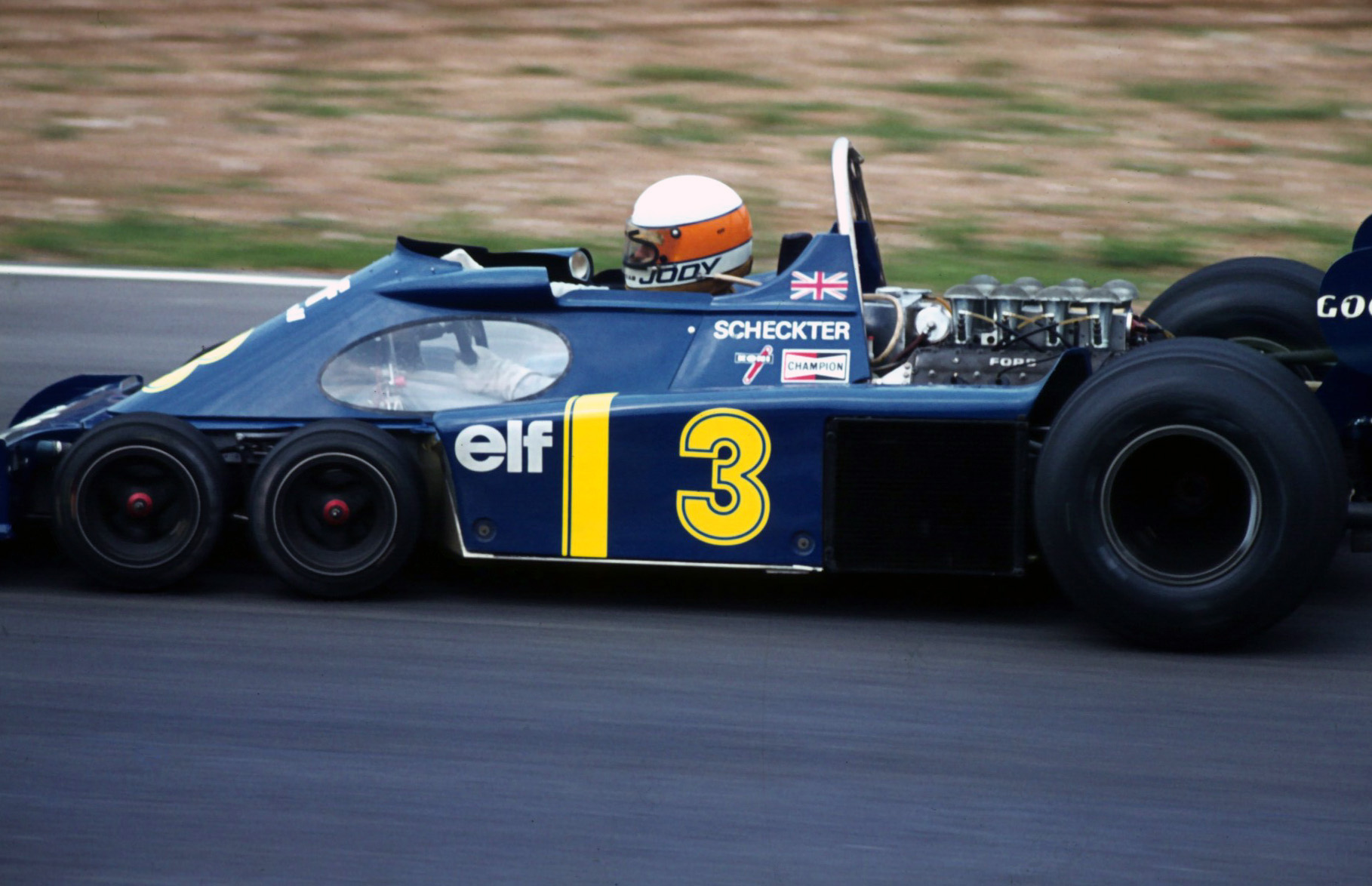
6輪ティレル・P34のDFVエンジン

### DFV
1967年のオランダGPから投入されたロータス・49に搭載されたF1用V8のDFVエンジンはきわめて高い競争力を有し、同GPでジム・クラークのドライブによりデビュー・ウィン。翌1968年からはロータス以外のチームにも市販され、すぐに多くのプライベーターチームのマシンに搭載されるようになると、1970年代のF1を席巻。1983年モナコGPのケケ・ロズベルグ（ウィリアムズ・フォード）の勝利でF1勝利数は通算154勝を数え、2024年シーズン終了現在単一型式名のF1エンジンでの最多勝となっている。DFVエンジンによりドライバーズチャンピオンを12回、コンストラクターズチャンピオンを10回獲得した。特にイギリス系のシャシーコンストラクターによるDFVでの活躍が目立ち、ロータスをはじめ、ティレルやブラバム、マクラーレン、ウィリアムズなどのチームがDFVエンジンと共にF1で勝利していた。
1980年代以降はDFVをベースに、ショートストローク仕様のDFY（F1通算1勝）、3.5L NA仕様のDFZ、DFZのヘッド周りなどを改良したDFRなどの発展形エンジンが数多く作られ、F1において1990年代初めまでの長きにわたって現役であった。
なお、DFVがV8エンジンのレイアウトを採用した理由は、チーム・ロータス設立者のコーリン・チャップマンの軽量なF1エンジンを望む声、米国フォードが1960年代後半の多くの生産車に搭載していたV8エンジンのイメージアップ、コスワース設立者のひとりであり中心人物でもあるキース・ダックワースの、フォーミュラジュニアやF2向けレーシングエンジンで培ったノウハウを生かせる土壌の存在などがあった。
最後期にはスイスのハイニ・マーダーやイギリスのブライアン・ハートなどのエンジンチューナーにより、独自の改良を施された数種類のエンジンチューナー製DFRがF1の数チームに供給され、特に1991年型のハートDFR（当時鈴木亜久里が所属していたラルースに供給されていた）は、エンジンブロックのみオリジナルといわれるほど徹底的に改良が施されていたが、適切ではなかったチューニングにより、結果としては信頼性を著しく損なう結末となった。

### TEC ターボ
1986年から1987年に掛けて、コスワースはフォード名義で1.5L ターボエンジンを供給した。120度 V6のこのエンジンは、1986年第3戦サンマリノGPでローラ・THL2に搭載してデビューした。ハースが撤退した1987年にはベネトンがこのエンジンを使用した。GBAエンジンとも呼称される。

### HB以降
1989年に、それまでのDFVベースから脱却した全く新しいF1用新設計V8エンジンであるHBエンジンを開発、ベネトンにワークス供給された。1991年にはジョーダンに供給されたのをきっかけに、翌年にはDFRに代わるカスタマーエンジンとして供給された。
1991年から1992年にかけては、他のメーカに負けないようセラミックを多用した軽量なV12エンジンの開発を行っていたものの断念。しかし、その開発内容をフィードバックさせたエンジンとして1994年にZETEC-R(ゼテックR)V8エンジンを開発、ベネトンのミハエル・シューマッハによる初のドライバーズチャンピオン獲得をサポートした。(EC Zetec-R V8 3.5)
1995年は、前年ミハエル・シューマッハをドライバーズチャンピオンにしたベネトンが使用エンジンをルノー V10へ変更したため、ザウバーへZETEC-R V8エンジンを供給。但し、同年からF1エンジンは排気量の規定が3.5Lから3.0Lへと変更されたため、ZETEC-R V8の名称ではあるが仕様は前年型とは異なる。(ECA Zetec-R V8 3.0)
1996年にはF1マシン製作上のトレンドとなったV10エンジンを開発、ZETEC-R V10エンジンとしてザウバーにワークス供給。(JD Zetec-R V10 3.0)
1997年からは、フォードとの強力なコネクションを持つジャッキー・スチュワートと、その息子であるポール・スチュワートが率いるスチュワートへSC V10エンジンをワークス供給。(VJ Zetec-R V10 3.0)
1999年ヨーロッパGPでは、同年にワークス供給した新開発V10のCR-1エンジンが、ジョニー・ハーバートのドライブで優勝を果たしている（スチュワートとしてはF1初優勝）。
また、カスタマー向けエンジンとしてEDエンジンの供給を1995年より開始。供給開始当初より、ミナルディに明らかなパワー不足で、カスタマー供給チームを馬鹿にした欠陥エンジンと酷評されるなどし、1997年のティレル（とシーズン途中まで参戦していたローラ）への供給で役目を終えた。翌1998年からはF1へ参戦するチームのエンジンが全てV10となったため、DFVエンジンから連綿と続いたコスワースのF1用V8エンジンは、1997年で一度幕を下ろすこととなった。
2000年からはフォードがスチュワートを買収しジャガー・レーシングとして参戦、コスワースブランドでワークス供給していたが、活動は2004年で終了した（フォードブランドとしては2003年にジョーダン・グランプリに供給しているが、カスタマー待遇）。
2003年ブラジルGPのジャンカルロ・フィジケラのドライブによる優勝が、現在F1におけるフォード・コスワースエンジンの最後の勝利となっている（フォード・コスワースエンジンとしてF1通算176勝）。
また、コスワースのエンジンはDFV時代からプライベーターチームが愛用してきたブランド故か、参戦以来下位グループで奮闘していたミナルディチームへは、2005年(コスワースTJ2005シリーズ10)までエンジンを供給し続けた。

### F1からの撤退、そして再参戦
2006年、F1エンジンの規定が2.4L V8エンジンとなり、コスワースはF1の名門チーム・ウィリアムズと、レッドブルグループで、新規参戦であるスクーデリア・トロ・ロッソへ供給。ウィリアムズには1997年以来（ワークス供給では1995年以来）久々にF1用V8エンジンであるCA2006エンジンの供給を開始。何度かのレース入賞も果たしてエンジンメーカーとして面目を保った他、このエンジン自体も他のメーカー系ワークスエンジンを凌ぐ20,000rpmオーバーの超高回転型エンジンとして注目された。一方トロ・ロッソには前年にレッドブルが使用したエンジンに回転数制限を加えた、TJ2006エンジンが投入された。これはV8エンジンの供給を受けられそうに無いチームが暫定的にV10の性能制限版を使用できるとの救済措置にのっとって使用された。
しかし、2007年からはウィリアムズはトヨタエンジン、トロ・ロッソはレッドブルから譲り受けたフェラーリエンジンとなるため、F1からコスワースの名前が消滅した。
2008年10月17日、FIAは2010年から導入するスタンダードエンジンの入札を開始しコスワースはイルモア、メカクローム、ザイテック、ジャッド等と共に入札に加わった。12月5日、FIAはコスワースとのエンジン供給契約を発表した。
2009年6月12日にFIAが2010年のF1世界選手権のエントリーリストを発表。新規参入となるHRT F1とヴァージン・レーシングがコスワースからエンジン供給を受ける。また、トヨタとの契約を打ち切ったウィリアムズは2010年より、再びコスワースからエンジン供給を受けることを発表している。またBMWザウバーの撤退によってロータス・レーシングが参戦することとなり、こちらもコスワースから供給を受けることとなった。これらのチームにエンジンサプライヤーとしてコスワースが4年ぶりにCA2010エンジンを供給。しかしメーカーワークスに対する劣勢は否めず、コスワースエンジンを使用するチームは徐々に減少し、NAエンジン最後の年となる2013年をもって再び撤退した。

### パワーユニット規定導入後
2014年シーズンよりF1のエンジンレギュレーションが大きく変更され、1.6リッターV6ターボ・ハイブリッドパワーユニット(PU)が採用されたが、前記の通りユーザーが減少し競争力を失っていたことから資金を提供するチームは現れず、同規定のエンジン開発は見送られている。以後もF1再参入への意欲はあるものの、「外部からの経済的な支援がなければ再参入はあり得ない」と否定した。2026年から施行されるPUの新レギュレーションに対しても定期的な相談は受けているが、「F1復帰は焦点にない」と2023年にハル・ライシガーCEOが語っている。

### 変遷表
| 年   | 型式 / 形状 / 排気量(L) | 型式 / 形状 / 排気量(L) | 型式 / 形状 / 排気量(L) | 供給チーム | 供給チーム | Win | 備考 |
| ---- | ----------------------- | ----------------------- | ----------------------- | --- | --- | --- | --- |
| 1967 | FVA                     | 直4                     | 1.6                     | マトラ | マトラ | 4   | - DFVがデビュー - ロータスがコンストラクターズランキング2位獲得。 - FVAはF2用。参加台数を増やすため混走。 |
| 1967 | DFV                     | V8                      | 3.0                     | ロータス | ロータス | 4   | - DFVがデビュー - ロータスがコンストラクターズランキング2位獲得。 - FVAはF2用。参加台数を増やすため混走。 |
| 1968 | DFV                     | V8                      | 3.0                     | ロータス、マクラーレン、マトラ | ロータス、マクラーレン、マトラ | 11  | - フォード・コスワースエンジン(DFV)搭載車がひとつのレースを除いて優勝。 - グラハム・ヒル (ロータス) がドライバーズ・チャンピオンを獲得し、2位、3位もコスワースエンジン搭載車。 - DFVエンジンを搭載した、3コンストラクターがコンストラクターズ・ランキングの上位3つを独占。 |
| 1969 | DFV                     | V8                      | 3.0                     | マトラ、ブラバム、ロータス、マクラーレン | マトラ、ブラバム、ロータス、マクラーレン | 11  | - DFVエンジン搭載車が全勝。 - ジャッキー・スチュワート (マトラ) がドライバーズ・チャンピオン獲得。 - マトラがコンストラクターズ・チャンピオン獲得。 |
| 1970 | DFV                     | V8                      | 3.0                     | ロータス、マーチ、マクラーレン、ブラバム、サーティース、ティレル、ベラシ、デ・トマソ | ロータス、マーチ、マクラーレン、ブラバム、サーティース、ティレル、ベラシ、デ・トマソ | 8   | - ヨッヘン・リント (ロータス) が死後にドライバーズ・チャンピオン獲得。 |
| 1971 | DFV                     | V8                      | 3.0                     | ティレル、マーチ、ロータス、マクラーレン、サーティース、ブラバム、ベラシ | ティレル、マーチ、ロータス、マクラーレン、サーティース、ブラバム、ベラシ | 7   | - ジャッキー・スチュワート (ティレル) がドライバーズ・チャンピオン獲得。 - ティレルがコンストラクターズ・チャンピオン獲得。 |
| 1972 | DFV                     | V8                      | 3.0                     | マクラーレン、ロータス、ティレル、サーティース、マーチ、ブラバム、ポリトイ、コンニュー | マクラーレン、ロータス、ティレル、サーティース、マーチ、ブラバム、ポリトイ、コンニュー | 10  | - エマーソン・フィッティパルディ (ロータス) がドライバーズ・チャンピオン獲得。 - ロータスがコンストラクターズ・チャンピオン獲得。 |
| 1973 | DFV                     | V8                      | 3.0                     | ロータス、ティレル、マクラーレン、ブラバム、マーチ、シャドウ、サーティース、イソ・マールボロ、エンサイン                                                                                                   | ロータス、ティレル、マクラーレン、ブラバム、マーチ、シャドウ、サーティース、イソ・マールボロ、エンサイン                                                                                                   | 15  | - DFVエンジン搭載車が全勝。 - ジャッキー・スチュワート (ティレル) がドライバーズ・チャンピオン獲得。 - ロータスがコンストラクターズ・チャンピオン獲得。 |
| 1974 | DFV                     | V8                      | 3.0                     | マクラーレン、ティレル、ロータス、ブラバム、ヘスケス、シャドウ、マーチ、イソ・マールボロ、サーティース、ローラ（ヒル）、トークン、トロージャン、ペンスキー、パーネリ、リンカー、エンサイン、エイモン、マキ | マクラーレン、ティレル、ロータス、ブラバム、ヘスケス、シャドウ、マーチ、イソ・マールボロ、サーティース、ローラ（ヒル）、トークン、トロージャン、ペンスキー、パーネリ、リンカー、エンサイン、エイモン、マキ | 12  | - エマーソン・フィッティパルディ (マクラーレン) がドライバーズ・チャンピオン獲得。 |
| 1975 | DFV                     | V8                      | 3.0                     | マクラーレン、ブラバム、ヘスケス、ティレル、シャドウ、マーチ、ロータス、ウィリアムズ、パーネリ、ヒル、ペンスキー、エンサイン、フィッティパルディ、リンカー、ローラ（ヒル）、マキ、サーティース             | マクラーレン、ブラバム、ヘスケス、ティレル、シャドウ、マーチ、ロータス、ウィリアムズ、パーネリ、ヒル、ペンスキー、エンサイン、フィッティパルディ、リンカー、ローラ（ヒル）、マキ、サーティース             | 8   | - DFVエンジン搭載チームがコンストラクターズランキングの2~17位を占めた。 - ヒルは第3戦までローラ、第4戦以降はヒルに名称を変更して参戦。 |
| 1976 | DFV                     | V8                      | 3.0                     | ティレル、マクラーレン、ロータス、ペンスキー、マーチ、シャドウ、サーティース、フィッティパルディ、エンサイン、ウィリアムズ、コジマ、ヘスケス、マキ、ブラバム、ボロ                                         | ティレル、マクラーレン、ロータス、ペンスキー、マーチ、シャドウ、サーティース、フィッティパルディ、エンサイン、ウィリアムズ、コジマ、ヘスケス、マキ、ブラバム、ボロ                                         | 10  | - ジェームス・ハント (マクラーレン)が、ドライバーズ・チャンピオン獲得。 |
| 1977 | DFV                     | V8                      | 3.0                     | ロータス、マクラーレン、ウルフ、ティレル、シャドウ、フィッティパルディ、エンサイン、サーティース、ペンスキー、ウィリアムズ、ボロ、LEC、マクガイア、コジマ、ヘスケス、マーチ                                | ロータス、マクラーレン、ウルフ、ティレル、シャドウ、フィッティパルディ、エンサイン、サーティース、ペンスキー、ウィリアムズ、ボロ、LEC、マクガイア、コジマ、ヘスケス、マーチ                                | 12  | |
| 1978 | DFV                     | V8                      | 3.0                     | ロータス、ティレル、ウルフ、フィッティパルディ、マクラーレン、アロウズ、ウィリアムズ、シャドウ、サーティース、エンサイン、マルティニ、ヘスケス、ATS、セオドール、メルツァリオ                              | ロータス、ティレル、ウルフ、フィッティパルディ、マクラーレン、アロウズ、ウィリアムズ、シャドウ、サーティース、エンサイン、マルティニ、ヘスケス、ATS、セオドール、メルツァリオ                              | 9   | - マリオ・アンドレッティ (ロータス) がドライバーズ・チャンピオン獲得。 - ロータスがコンストラクターズ・チャンピオン獲得。 |
| 1979 | DFV                     | V8                      | 3.0                     | ウィリアムズ、リジェ、ロータス、ティレル、マクラーレン、アロウズ、シャドウ、ATS、フィッティパルディ、カウーゼン、ウルフ、ブラバム、エンサイン、レバーク、メルツァリオ                                      | ウィリアムズ、リジェ、ロータス、ティレル、マクラーレン、アロウズ、シャドウ、ATS、フィッティパルディ、カウーゼン、ウルフ、ブラバム、エンサイン、レバーク、メルツァリオ                                      | 8   | - DFVエンジン搭載チームがコンストラクターズランキングの2~4位を占めた。 |
| 1980 | DFV                     | V8                      | 3.0                     | ウィリアムズ、ロータス、リジェ、ブラバム、ロータス、ティレル、マクラーレン、アロウズ、フィッティパルディ、シャドウ、ATS、オゼッラ、エンサイン                                                              | ウィリアムズ、ロータス、リジェ、ブラバム、ロータス、ティレル、マクラーレン、アロウズ、フィッティパルディ、シャドウ、ATS、オゼッラ、エンサイン                                                              | 11  | - アラン・ジョーンズ (ウィリアムズ) がドライバーズ・チャンピオン獲得。 - ウィリアムズがコンストラクターズ・チャンピオン獲得。 |
| 1981 | DFV                     | V8                      | 3.0                     | ウィリアムズ、ブラバム、マクラーレン、ロータス、ティレル、アロウズ、エンサイン、セオドール、ATS、フィッティパルディ、オゼッラ、マーチ                                                                      | ウィリアムズ、ブラバム、マクラーレン、ロータス、ティレル、アロウズ、エンサイン、セオドール、ATS、フィッティパルディ、オゼッラ、マーチ                                                                      | 8   | - ネルソン・ピケ (ブラバム) がドライバーズ・チャンピオン獲得。 - ウィリアムズがコンストラクターズ・チャンピオン獲得。 |
| 1982 | DFV                     | V8                      | 3.0                     | マクラーレン、ウィリアムズ、ロータス、ティレル、ブラバム、アロウズ、ATS、オゼッラ、フィッティパルディ、マーチ、セオドール、エンサイン                                                                      | マクラーレン、ウィリアムズ、ロータス、ティレル、ブラバム、アロウズ、ATS、オゼッラ、フィッティパルディ、マーチ、セオドール、エンサイン                                                                      | 8   | - ケケ・ロズベルグ (ウィリアムズ) がドライバーズ・チャンピオン獲得。 |
| 1983 | DFY                     | V8                      | 3.0                     | ウィリアムズ、マクラーレン、ティレル | ウィリアムズ、マクラーレン、ティレル | 3   | - ミケーレ・アルボレート (ティレル) がDFVシリーズの最後の勝利を挙げた。 |
| 1983 | DFV                     | V8                      | 3.0                     | ウィリアムズ、マクラーレン、ティレル、アロウズ、ロータス、セオドール、RAM、リジェ | ウィリアムズ、マクラーレン、ティレル、アロウズ、ロータス、セオドール、RAM、リジェ | 3   | - ミケーレ・アルボレート (ティレル) がDFVシリーズの最後の勝利を挙げた。 |
| 1984 | DFY                     | V8                      | 3.0                     | ティレル | ティレル | 0   | |
| 1984 | DFV                     | V8                      | 3.0                     | アロウズ、スピリット | アロウズ、スピリット | 0   | |
| 1985 | DFY                     | V8                      | 3.0                     | ティレル | ティレル | 0   | |
| 1985 | DFV                     | V8                      | 3.0                     | ミナルディ | ミナルディ | 0   | |
| 1986 | GBA                     | V6T                     | 1.5                     | ハース・ローラ | ハース・ローラ | 0   | - コスワースがF1に供給した初のターボエンジンであり、V8型ではないエンジン。 |
| 1987 | GBA                     | V6T                     | 1.5                     | ベネトン | ベネトン | 0   | - ベネトンは予選仕様で1,000馬力超のエンジンを使用。 |
| 1987 | DFZ                     | V8                      | 3.5                     | ティレル、ローラ（ラルース）、AGS、マーチ、コローニ | ティレル、ローラ（ラルース）、AGS、マーチ、コローニ | 0   | - ベネトンは予選仕様で1,000馬力超のエンジンを使用。 |
| 1988 | DFR                     | V8                      | 3.5                     | ベネトン | ベネトン | 0   | - ダラーラ（スクーデリア・イタリア）は開幕戦のみDFVを使用。 |
| 1988 | DFZ                     | V8                      | 3.5                     | ティレル、リアル、ミナルディ、コローニ、ラルース、AGS、ユーロブルン、ダラーラ（スクーデリア・イタリア） | ティレル、リアル、ミナルディ、コローニ、ラルース、AGS、ユーロブルン、ダラーラ（スクーデリア・イタリア） | 0   | - ダラーラ（スクーデリア・イタリア）は開幕戦のみDFVを使用。 |
| 1988 | DFV                     | V8                      | 3.0                     | ダラーラ（スクーデリア・イタリア） | ダラーラ（スクーデリア・イタリア） | 0   | - ダラーラ（スクーデリア・イタリア）は開幕戦のみDFVを使用。 |
| 1989 | HB                      | V8                      | 3.5                     | ベネトン | ベネトン | 1   | - アレッサンドロ・ナニーニ (ベネトン) がDFV以外でコスワースにとっての初勝利を日本GPであげた。 |
| 1989 | DFR                     | V8                      | 3.5                     | ベネトン、ティレル、アロウズ、ダラーラ（スクーデリア・イタリア）、ミナルディ、オニクス、リジェ、リアル、AGS、オゼッラ、コローニ                                                                            | ベネトン、ティレル、アロウズ、ダラーラ（スクーデリア・イタリア）、ミナルディ、オニクス、リジェ、リアル、AGS、オゼッラ、コローニ                                                                            | 1   | - アレッサンドロ・ナニーニ (ベネトン) がDFV以外でコスワースにとっての初勝利を日本GPであげた。 |
| 1990 | HB                      | V8                      | 3.5                     | ベネトン | ベネトン | 2   | |
| 1990 | DFR                     | V8                      | 3.5                     | ティレル、アロウズ、オニクス、リジェ、オゼッラ、ダラーラ（スクーデリア・イタリア）、コローニ、AGS、ミナルディ                                                                                              | ティレル、アロウズ、オニクス、リジェ、オゼッラ、ダラーラ（スクーデリア・イタリア）、コローニ、AGS、ミナルディ                                                                                              | 2   | |
| 1991 | DFR                     | V8                      | 3.5                     | ローラ（ラルース）、フォンドメタル、コローニ、AGS、アロウズ | ローラ（ラルース）、フォンドメタル、コローニ、AGS、アロウズ |     | - DFV系統のエンジン(DFR)の最後のF1シーズン。 |
| 1991 | HB                      | V8                      | 3.5                     | ベネトン、ジョーダン | ベネトン、ジョーダン | 1   | - DFV系統のエンジン(DFR)の最後のF1シーズン。 |
| 1992 | HB                      | V8                      | 3.5                     | ベネトン、ロータス、フォンドメタル | ベネトン、ロータス、フォンドメタル | 1   | - ミハエル・シューマッハの初勝利はフォード・コスワースエンジンでなしえた。 |
| 1993 | HB                      | V8                      | 3.5                     | マクラーレン、ベネトン、ロータス、ミナルディ | マクラーレン、ベネトン、ロータス、ミナルディ | 6   | |
| 1994 | EC Zetec-R              | V8                      | 3.5                     | ベネトン | ベネトン | 8   | - ミハエル・シューマッハー (ベネトン)がドライバーズチャンピオン獲得。 |
| 1994 | HB                      | V8                      | 3.5                     | フットワーク, ミナルディ, ラルース, シムテック | フットワーク, ミナルディ, ラルース, シムテック | 8   | - ミハエル・シューマッハー (ベネトン)がドライバーズチャンピオン獲得。 |
| 1995 | ECA Zetec-R             | V8                      | 3.0                     | ザウバー | Ford 資金提供の コスワース エンジニアリング社 (1958-1998) の取り扱い製品 | 0   | - この年から排気量が3.0Lになる。 |
| 1995 | ED                      | V8                      | 3.0                     | ミナルディ、フォルティ、シムテック | Ford 資金提供の コスワース エンジニアリング社 (1958-1998) の取り扱い製品 | 0   | - EDエンジンはカスタマー供給専用 3.0Lエンジン。 |
| 1996 | JD Zetec-R              | V10                     | 3.0                     | ザウバー | Ford 資金提供の コスワース エンジニアリング社 (1958-1998) の取り扱い製品 | 0   | - 最初のコスワースのV10エンジン。 |
| 1996 | ECA Zetec-R             | V8                      | 3.0                     | フォルティ | Ford 資金提供の コスワース エンジニアリング社 (1958-1998) の取り扱い製品 | 0   | - ECエンジンはZETEC-R V8を改良したもの。ECのCはチャンピオンのC。 |
| 1996 | ED                      | V8                      | 3.0                     | ミナルディ | Ford 資金提供の コスワース エンジニアリング社 (1958-1998) の取り扱い製品 | 0   | - ECエンジンはZETEC-R V8を改良したもの。ECのCはチャンピオンのC。 |
| 1997 | VJ Zetec-R              | V10                     | 3.0                     | スチュワート | Ford 資金提供の コスワース エンジニアリング社 (1958-1998) の取り扱い製品 | 0   | |
| 1997 | ECA Zetec-R             | V8                      | 3.0                     | ローラ | Ford 資金提供の コスワース エンジニアリング社 (1958-1998) の取り扱い製品 | 0   | |
| 1997 | ED                      | V8                      | 3.0                     | ティレル | Ford 資金提供の コスワース エンジニアリング社 (1958-1998) の取り扱い製品 | 0   | |
| 1998 | VJ Zetec-R              | V10                     | 3.0                     | スチュワート | Ford 資金提供の コスワース エンジニアリング社 (1958-1998) の取り扱い製品 | 0   | |
| 1998 | JD Zetec-R              | V10                     | 3.0                     | ティレル、ミナルディ | Ford 資金提供の コスワース エンジニアリング社 (1958-1998) の取り扱い製品 | 0   | |
| 1999 | CR-1                    | V10                     | 3.0                     | スチュワート | Ford 資本の コスワース レーシング社 (1998-2004) の取り扱い製品 | 1   | - コスワースレーシング社製造の最初のエンジン。 |
| 1999 | VJ Zetec-R              | V10                     | 3.0                     | ミナルディ | Ford 資本の コスワース レーシング社 (1998-2004) の取り扱い製品 | 1   | - 2年落ちのVJ Zetec-Rエンジン。 |
| 2000 | CR-2                    | V10                     | 3.0                     | ジャガー | Ford 資本の コスワース レーシング社 (1998-2004) の取り扱い製品 | 0   | - フォードはこの年からほぼコスワース名義を使用。 |
| 2000 | VJ Zetec-R              | V10                     | 3.0                     | ミナルディ | Ford 資本の コスワース レーシング社 (1998-2004) の取り扱い製品 | 0   | - フォンドメタル名義のエンジンは3年落ちのVJ Zetec-R。 |
| 2001 | CR-3                    | V10                     | 3.0                     | ジャガー | Ford 資本の コスワース レーシング社 (1998-2004) の取り扱い製品 | 0   | |
| 2001 | VJ Zetec-R              | V10                     | 3.0                     | ミナルディ | Ford 資本の コスワース レーシング社 (1998-2004) の取り扱い製品 | 0   | - ヨーロピアン名義のエンジンは4年落ちのVJ Zetec-R。 |
| 2002 | CR-4                    | V10                     | 3.0                     | ジャガー | Ford 資本の コスワース レーシング社 (1998-2004) の取り扱い製品 | 0   | |
| 2002 | CR-3                    | V10                     | 3.0                     | アロウズ | Ford 資本の コスワース レーシング社 (1998-2004) の取り扱い製品 | 0   | |
| 2003 | CR-5                    | V10                     | 3.0                     | ジャガー | Ford 資本の コスワース レーシング社 (1998-2004) の取り扱い製品 | 1   | - ジョーダンはフォード名義のエンジンを使用。 - ジャンカルロ・フィジケラ (ジョーダン) がコスワースにとって 最後の優勝をブラジルグランプリで飾る。 |
| 2003 | RS1                     | V10                     | 3.0                     | ジョーダン | Ford 資本の コスワース レーシング社 (1998-2004) の取り扱い製品 | 1   | - ジョーダンはフォード名義のエンジンを使用。 - ジャンカルロ・フィジケラ (ジョーダン) がコスワースにとって 最後の優勝をブラジルグランプリで飾る。 |
| 2003 | CR-3                    | V10                     | 3.0                     | ミナルディ | Ford 資本の コスワース レーシング社 (1998-2004) の取り扱い製品 | 1   | - ジョーダンはフォード名義のエンジンを使用。 - ジャンカルロ・フィジケラ (ジョーダン) がコスワースにとって 最後の優勝をブラジルグランプリで飾る。 |
| 2004 | CR-6                    | V10                     | 3.0                     | ジャガー | Ford 資本の コスワース レーシング社 (1998-2004) の取り扱い製品 | 0   | - ジョーダンはフォード名義のエンジンを使用。 |
| 2004 | RS2                     | V10                     | 3.0                     | ジョーダン | Ford 資本の コスワース レーシング社 (1998-2004) の取り扱い製品 | 0   | - ジョーダンはフォード名義のエンジンを使用。 |
| 2004 | CR-3L                   | V10                     | 3.0                     | ミナルディ | Ford 資本の コスワース レーシング社 (1998-2004) の取り扱い製品 | 0   | - ジョーダンはフォード名義のエンジンを使用。 |
| 2005 | CK2004                  | V10                     | 3.0                     | ミナルディ | ？ | 0   | |
| 2005 | TJ2005                  | V10                     | 3.0                     | レッドブル, ミナルディ | ？ | 0   | |
| 2006 | TJ2005                  | V10                     | 3.0                     | トロ・ロッソ | ？ | 0   | - TJ2005エンジンには最高回転数制限とリストリクターが装着された。 |
| 2006 | CA2006                  | V8                      | 2.4                     | ウィリアムズ | 米国系資本の コスワース社 (2004.11-) の取り扱い製品 | 0   | |
| 2010 | CA2010                  | V8                      | 2.4                     | ウィリアムズ、ロータス、HRT、ヴァージン | 米国系資本の コスワース社 (2004.11-) の取り扱い製品 | 0   | |
| 2011 | CA2011                  | V8                      | 2.4                     | ウィリアムズ、HRT、ヴァージン | 米国系資本の コスワース社 (2004.11-) の取り扱い製品 | 0   | |
| 2012 | CA2012                  | V8                      | 2.4                     | HRT、マルシャ | 米国系資本の コスワース社 (2004.11-) の取り扱い製品 | 0   | |
| 2013 | CA2013                  | V8                      | 2.4                     | マルシャ | 米国系資本の コスワース社 (2004.11-) の取り扱い製品 | 0   | |

### 幻のシャシーコンストラクター参戦計画

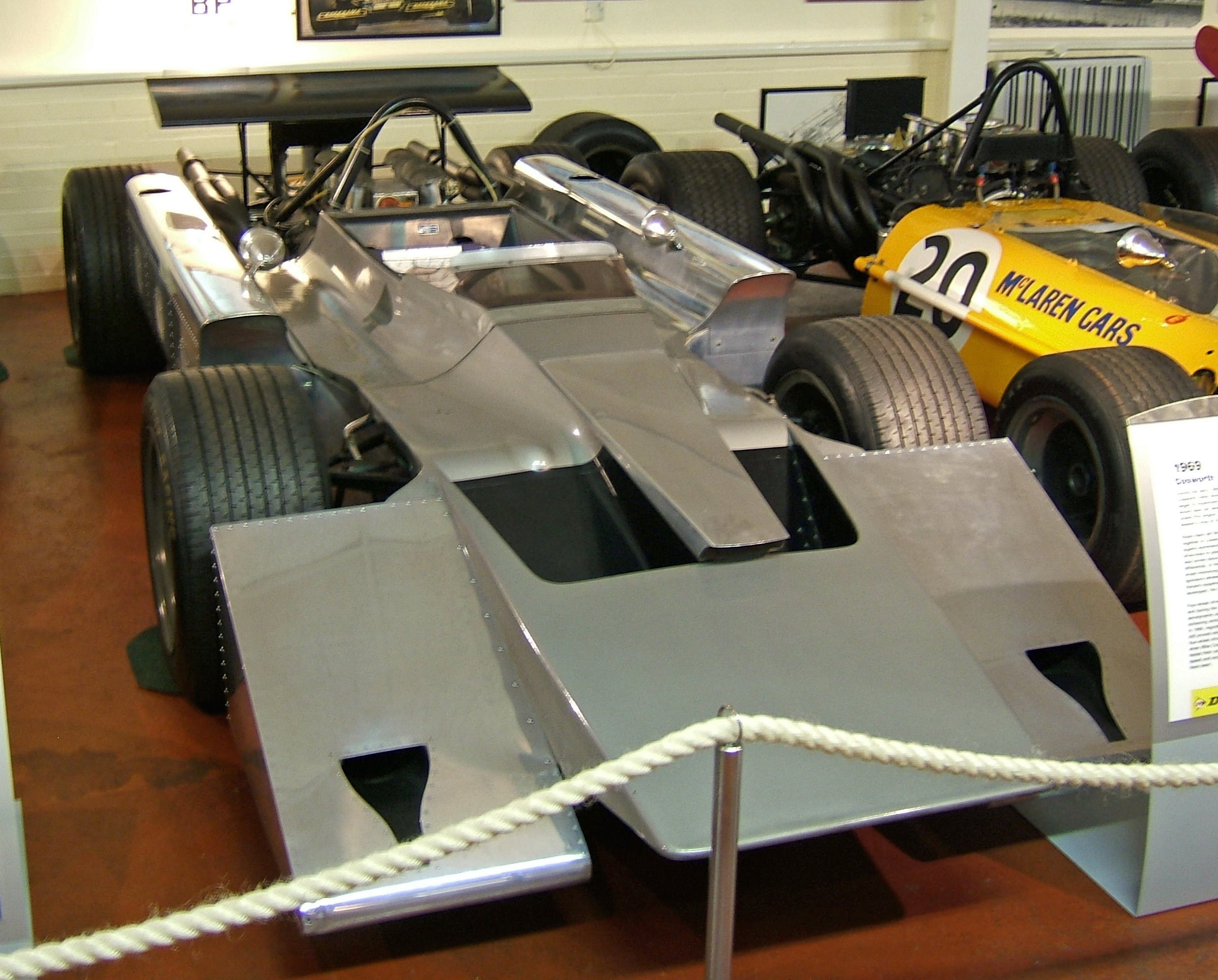
コスワースのF1マシン。四輪駆動となっている

1969年にロビン・ハードが設計した四輪駆動のマシンで自らF1参戦を目論んだこともあった。搭載するDFVエンジンは軽量マグネシウムブロックの特別仕様となっていた。マイク・コスティンとブライアン・レッドマンがテストドライブしたが、重量過多やタイヤ技術の進歩もあり四輪駆動のメリットが見いだせず、実戦投入は見送られた。

## インディカー/ミドルフォーミュラ

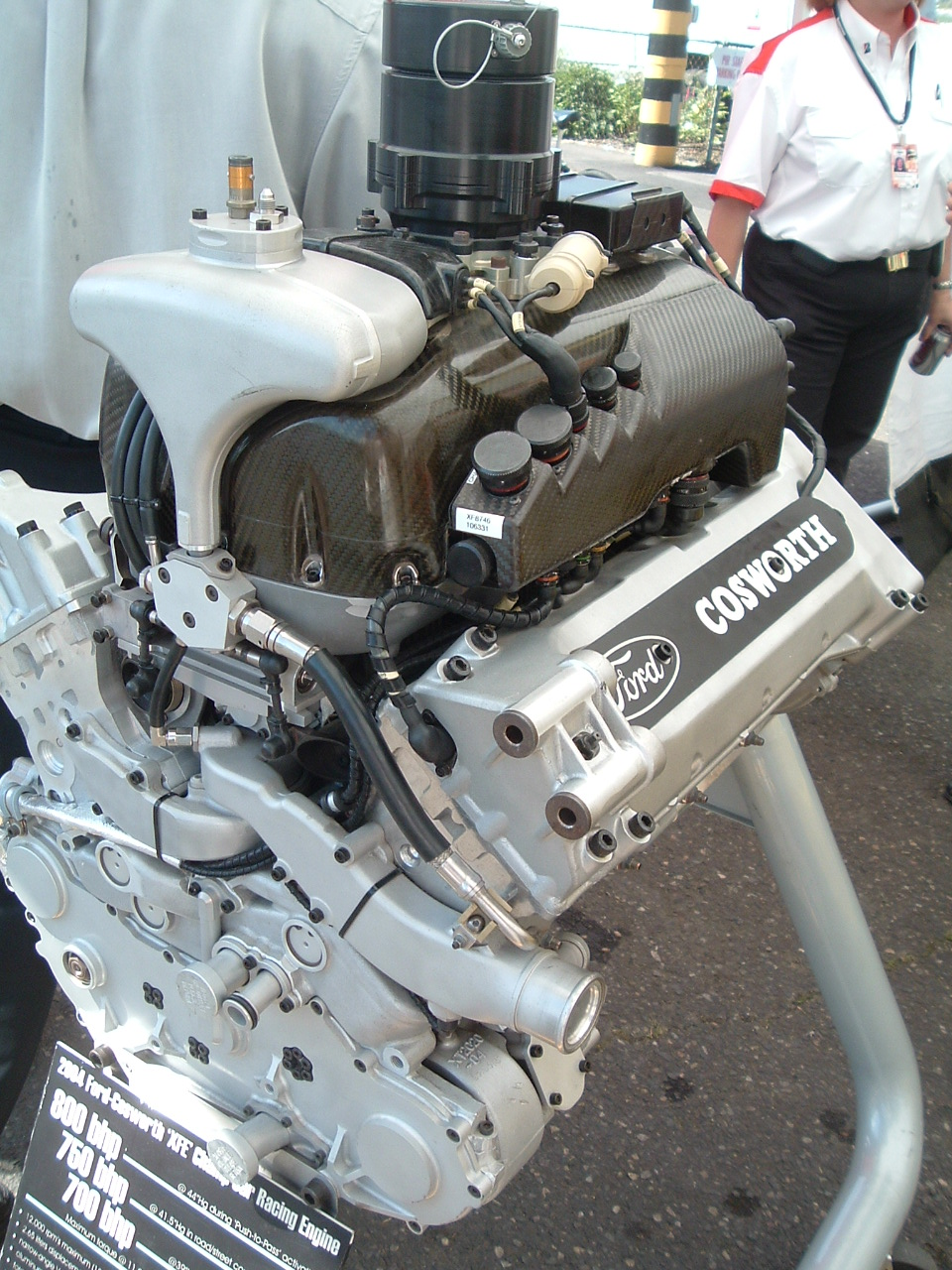
チャンプカーV8エンジン（2004年）

DFVはF3000などでも活躍。1985年に欧州地区で始まった国際F3000シリーズの初年度は、参戦する全車がDFVを搭載していた。日本ではケン松浦などの手によりチューン・メンテナンスされ全日本F3000選手権や富士グランチャンピオンレース参戦チームに供給されていたほか、ヤマハは1987年にDFVをベースに5バルブ化した「コスワース・ヤマハOX77」エンジンを開発し、やはり全日本F3000選手権への供給を行った（1988年まで）。1994年には全く新しく、軽量・コンパクト化した「コスワースAC」を国際F3000のみの投入となった。
なお、DFVの派生モデルとしてCARTシリーズ用にターボチャージャーを装着したDFXおよびDFS、ル・マン24時間レースなどの耐久レース用に排気量を拡大したDFL（後述）、オセアニア地域で行われたタスマンシリーズ用に排気量を縮小したDFW（シリーズ終了後エンジンは全機DFVと同一仕様に戻されている）などが存在する。
フォードのCART/チャンプカー用エンジンも開発した。2003年のシーズン途中からはインディカー・シリーズのシボレーエンジンの開発も手がけた。2005年限りでシボレーが撤退したが、2006年よりアトランティック・チャンピオンシップのワンメイクエンジンの供給を担当した（このエンジンにはマツダのバッジネームが付けられた）。2003年からはCARTのワンメイクエンジンを担当したが、2008年にはチャンプカーが終焉し、フォードとの関係を解消した。

## スポーツプロトタイプ

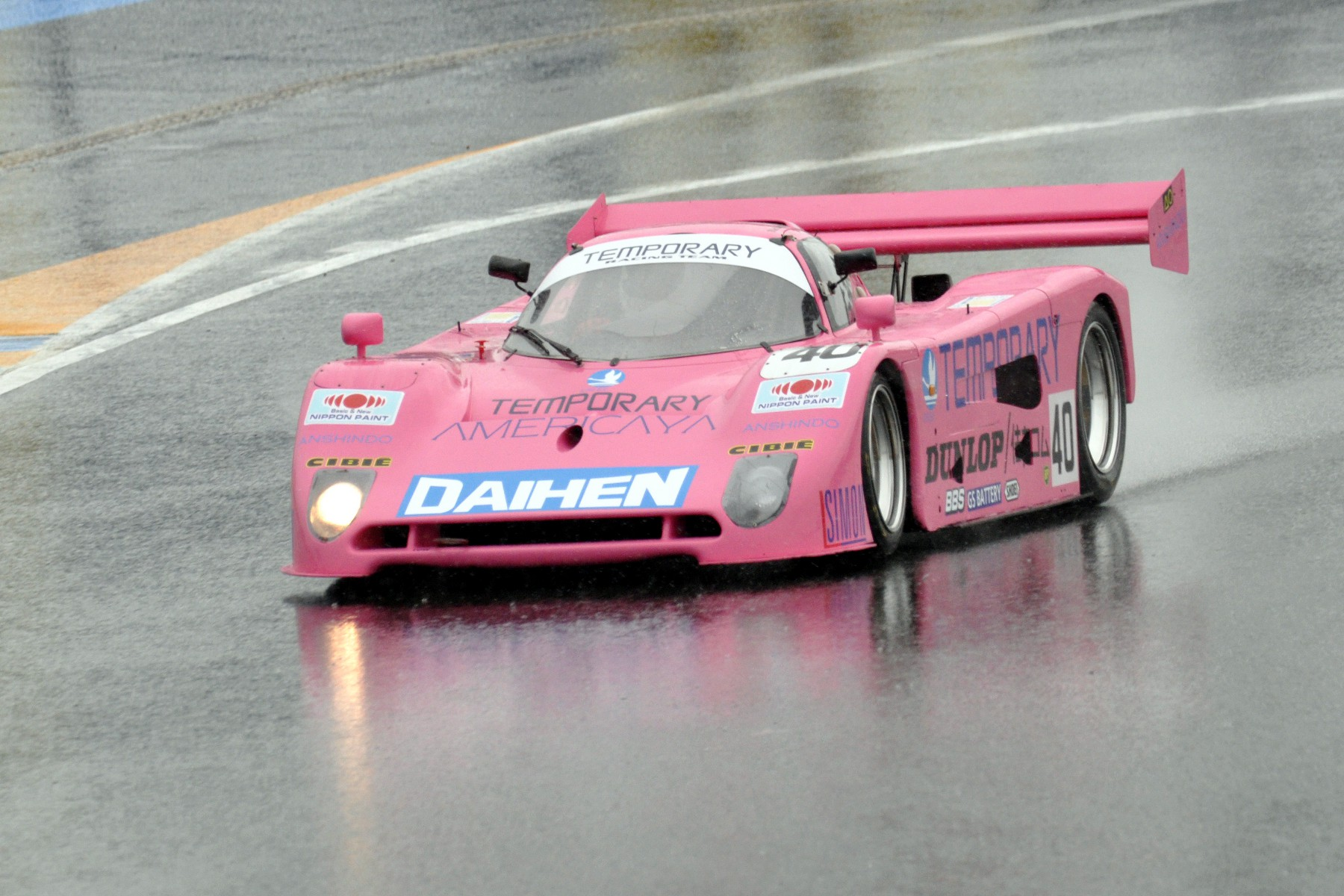
スパイス・SE90C

DFVは耐久レースでも、3.3リッターに排気量を拡大した「DFL」として多くのプライベーターに用いられた。このエンジンを用いたジャン・ロンドーが1980年に、ドライバー兼マシンデザイナーとして、プライベーターながらポルシェ勢を破ってル・マン24時間で総合優勝を遂げる殊勲を得た。
当時ポルシェがCART用エンジンをグループCに転用したように、DFVのCART版となるDFSも耐久レースに用いられた。
また新グループC規定となった1991年は、マツダのル・マン総合優勝の傍ら、3.5リッター自然吸気のDFZを載せたスパイス・SE90Cが、見崎清志・横島久・長坂尚樹の日本人トリオでC1クラス優勝を達成している。
フォード傘下にいたジャガーは、F1用のフォード・コスワース・HBエンジンをXJR-14に流用し、1991年SWC（スポーツカー世界選手権）のタイトルを獲得している。
1995年ル・マンのLMP2クラスで、フォード・コスワースの2.0L直列4気筒ターボエンジンを積んだデボラ・LMP2-95がクラス優勝を達成した。
2003年にはバイオエタノールの2.7リッターV8ターボエンジンを、LMP900クラスの英国のチーム・ナサマックスへと独占供給。レイナード製シャシーとともにル・マンへ参戦したが、決勝では138周でリタイアしている。

## ラリー・ツーリングカー

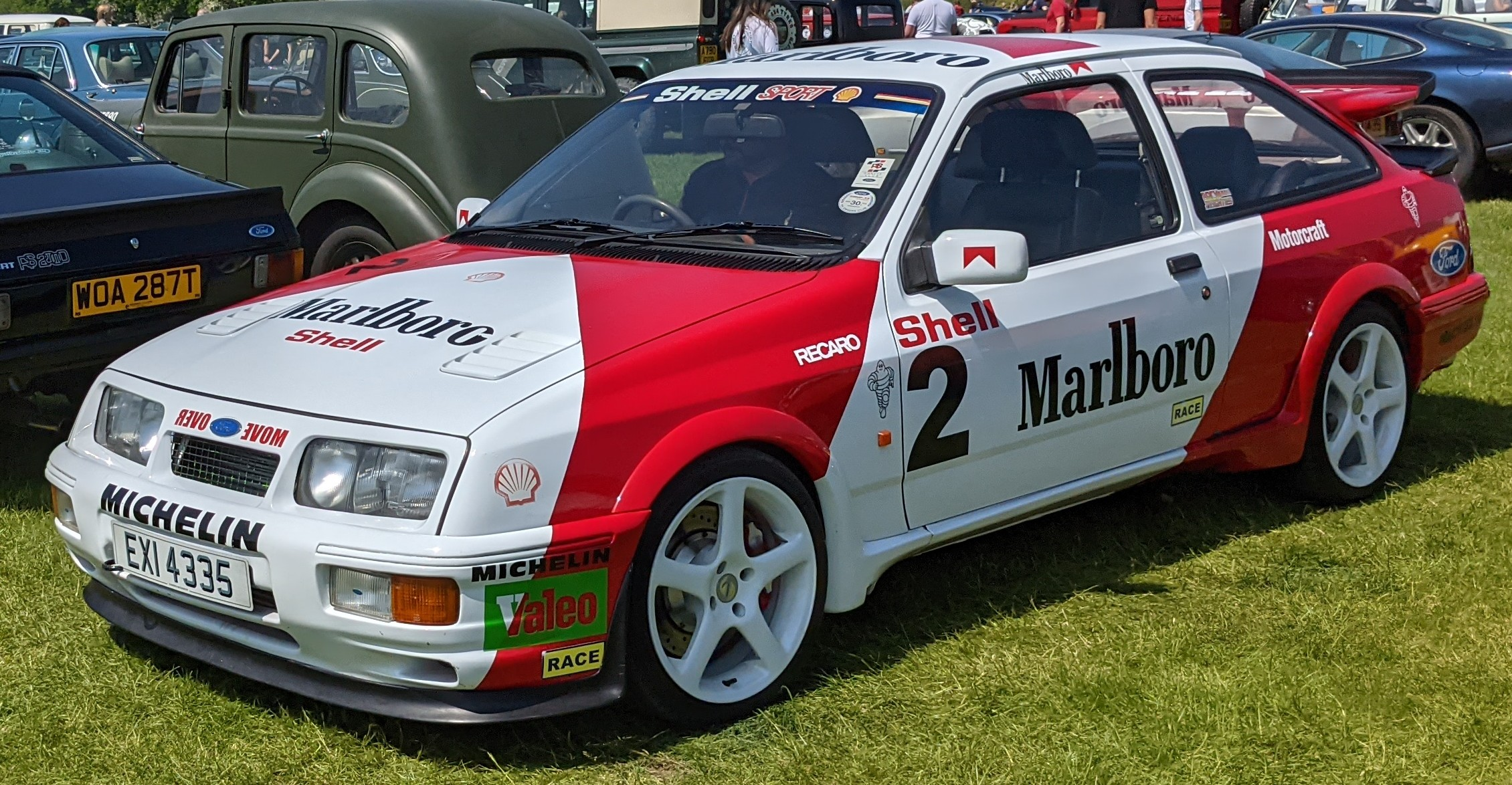
フォード・シエラ RS コスワース

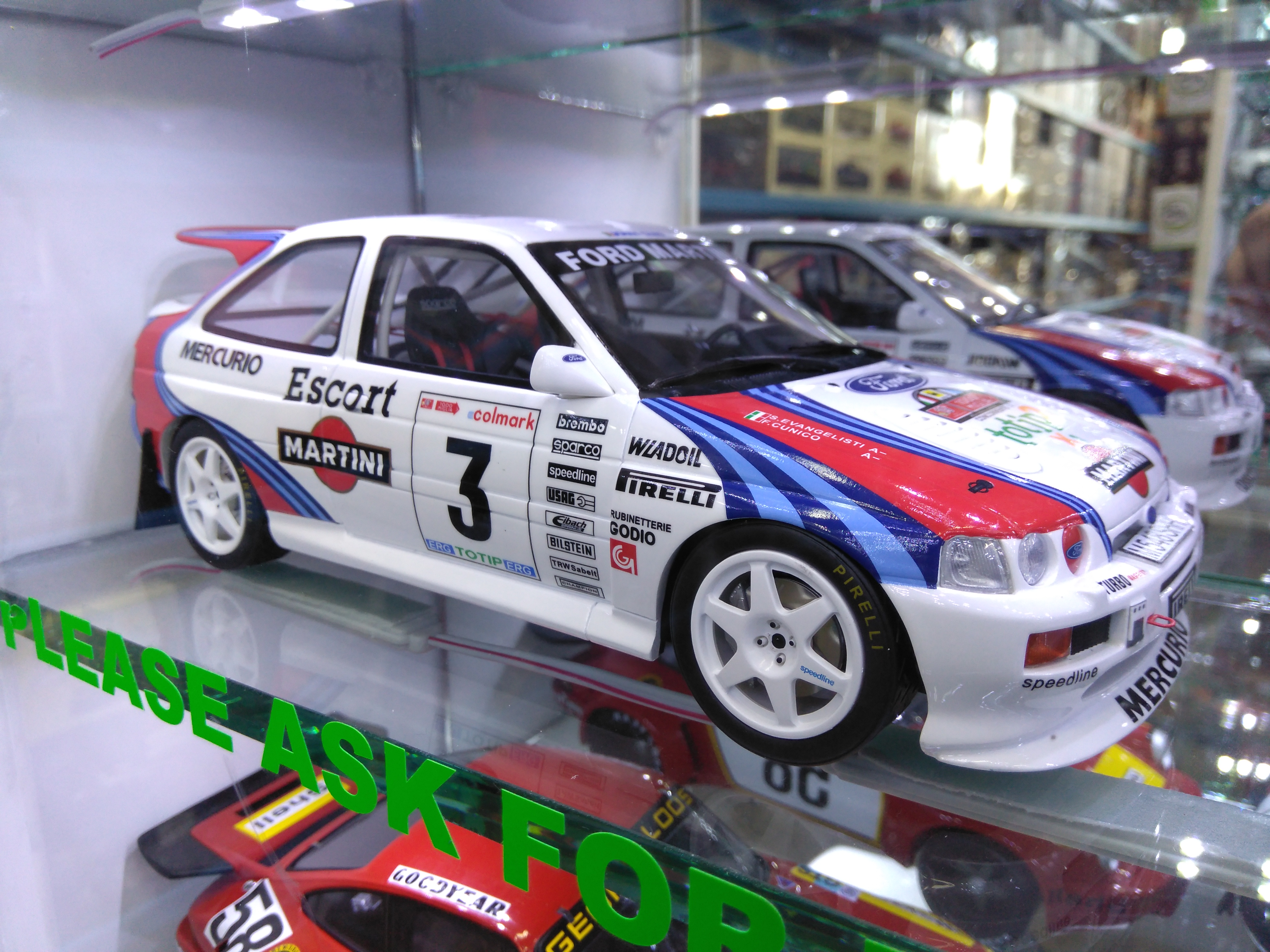
フォード・エスコート RS コスワース WRC

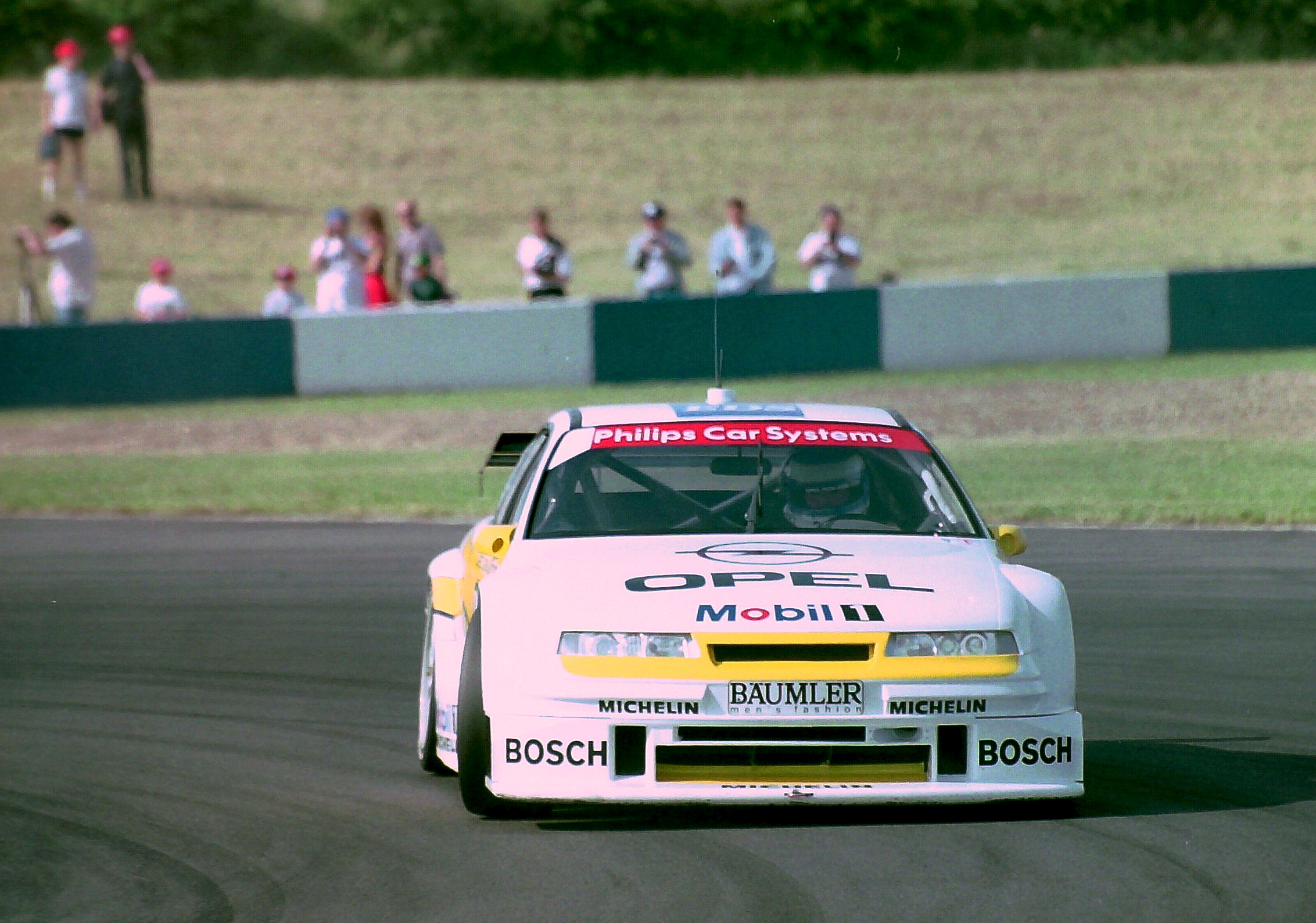
オペル・カリブラ4×4

英国に拠点を置くフォードとはF1以外でも縁があり、1960年代から創設者のラップワースはフォードのラリーカーエンジンを手掛けていた。シエラコスワースやシエラRSコスワース4×4、エスコートRSコスワースのように、ホモロゲーションマシンのエンジン開発に関わった上で車名にコスワースの名を戴くモデルが複数リリースされるほど、両者の関係は深かった。
これらはツーリングカーやラリーで活躍し、特にグループAのツーリングカーではシエラは一時常勝マシンとして知られた。
英国のボクスホールと車種を共有するドイツ車ブランドのオペル（シボレー傘下時代）とも関わりがあり、グループB時代のオペル・マンタのエンジン開発をコスワースが担った。1990年代のDTM（旧ドイツツーリングカー選手権）ではオペル・カリブラ4×4のV6エンジンのチューニングを手掛け、ディフェンディングチャンピオンのメルセデスを破ってタイトルを獲得している。
2012年のD1グランプリでは、Team UPGARAGE with DROO-Pのトヨタ・86にコスワース製EJ25改ターボを積んで出場している。エンジンスワップの際には、イギリスから専門家を呼んで施工した。最高出力は400PSくらいを狙えるエンジンであった。
2010年にロータス・カーズはコスワースと提携してトヨタ製V6エンジンのチューニングを行い、ロータス・エヴォーラのワンメイクレース仕様やLM-GTE規定車両に搭載した。
2016年発表の、アストンマーティンとレッドブル・レーシングが共同開発したハイパーカー、アストンマーティン・ヴァルキリーの心臓部には、コスワースがアストンマーティンと共同開発した6.5L・V12エンジンが収められている。これを用いてのWEC（世界耐久選手権）のル・マン・ハイパーカー（LMH）参入も発表された。
2022年にBTCC（英国ツーリングカー選手権）において導入された共通ハイブリッドシステムの開発は、コスワースの関連会社であるコスワース・エレクトロニクス社が担っている。この開発は当初英国のバッテリー会社のDELTAとの共同で進められていたが、後に同社をコスワース・エレクトロニクス社が買収している。

## オートバイ
イタリアのオートバイメーカー・ドゥカティは、ロードレース世界選手権（MotoGP）に投入するデスモセディチ用エンジンの開発を依頼している。また、同じくイタリアのアプリリアもMotoGP用の直列3気筒エンジンの開発をコスワースに依頼し、エンジン以外の部分を自社製で2003年から2005年のMotoGPに参戦した。

## 市販車への参画

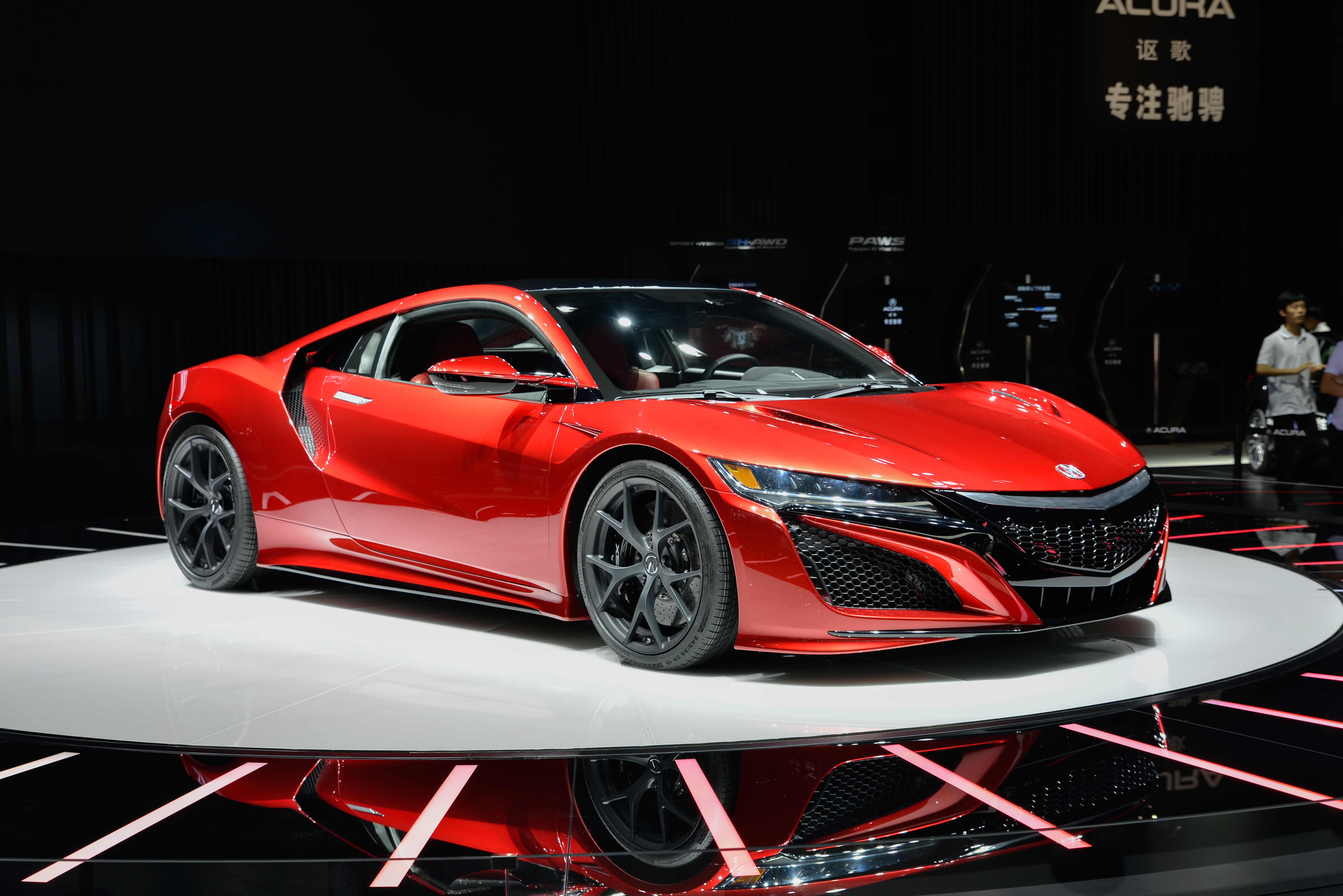
ホンダ・NSX（2016年）

コスワースは市販車にも古くから参画している。上述したグループAのフォード・シエラコスワース、フォード・エスコートRSコスワース、メルセデスベンツ・190Eエボリューションをはじめ、近年ではアウディのRSシリーズやジャガー・Fタイプのエンジンも手がけている。またフォード車用のエンジンチューンパーツも豊富にリリースしている。
2011年にはヒュンダイ・ジェネシスクーペのコンセプトカーにもコスワースエンジン搭載モデルが登場したが、市販化には至っていない。
日本車では、2代目ホンダ・NSXのV6エンジンがコスワースとの共同開発であり、ブロック、ヘッドの製造も担当している。過去にはU12型日産・ブルーバードのラリー向けグレードSSS-Rに搭載されたCA18DET-Rエンジンに、コスワース製の専用鍛造ピストンが採用されていた。他にも競技用ではあるがスバルのEJ25のコンプリートエンジンを製作及び販売をしていた。

## エンジン供給カテゴリ

### 2005年
- F1：レッドブル・レーシング、ミナルディ（コスワース名義）
- WRC：フォード・フォーカス（フォード名義）
- チャンプカー：全車コスワースXFエンジンのワンメイク（フォード名義）
- IRL：パンサー・レーシング（シボレー名義）

### 2006年
- F1：ウィリアムズ（V8エンジンを供給）、スクーデリア・トロ・ロッソ（V10エンジンを供給）- いずれもコスワース名義。詳細はコスワース・CA2006。
- チャンプカー（前年と同様）

### 2010年～2013年
- F1：ウィリアムズ（2010・2011年）、チーム・ロータス（2010年）、HRT F1（2012年まで）、ヴァージン・レーシング（→マルシャF1チーム、2013年まで）。
詳細はコスワース・CA2010。